# LXXI. Armeekorps (Wehrmacht)
Das LXXI. Armeekorps, auch (röm. 71. AK) der deutschen Wehrmacht, im vollen Titel Generalkommando LXXI. Armeekorps, war die Bezeichnung für die entsprechende Kommandobehörde aber auch für den Großverband aus mehreren Divisionen und eigenen Korpstruppen, der von diesem Generalkommando geführt wurde und unter dem Oberbefehl einer Armee oder Heeresgruppe stand.

## Geschichte

### Vorgeschichte
Am 1. März 1942 wurde aus dem Abschnittsstab Nord-Norwegen das Höhere Kommando LXXI. durch den Wehrkreis XVIII gebildet. Der Abschnittsstab Nord-Norwegen war am 1. Juli 1941 aus dem Territorialstab des Gebirgskorps Norwegen gebildet worden. Mit der Aufstellung wurde dem Kommando u. a. die 199. Infanterie-Division (bis Februar 1945) und nach der Aufstellung im Mai 1942 auch die 230. Infanterie-Division (bis November 1944) und die 270. Infanterie-Division (bis Dezember 1944) zugeteilt.
Bis Januar 1943 war das Kommando dem AOK Norwegen unterstellt und war über während des gesamte Bestehens des Korps in Nord-Norwegen an der Eismeerfront eingesetzt.
Das Höhere Kommando LXXI. wurde am 26. Januar 1943 in das Generalkommando LXXI. Armeekorps  umbenannt.

### 1944/1945
Bis Oktober 1944 war das Generalkommando dem AOK Norwegen unterstellt und kam dann bis Februar 1945 zur 20. Gebirgs-Armee. Anschließend wechselte die Unterstellung unter die Armeeabteilung Narvik.
Nach der Aufstellung im November 1944 kam die Festungs-Brigade Lofoten im Dezember 1944 zum Generalkommando, im Januar 1945 kurz die 163. Infanterie-Division und ab dem gleichen Monat war die 210. Infanterie-Division dem Generalkommando zugeteilt. Am 8. Mai 1945 kapitulierte das Korps mit den anderen Einheiten in Norwegen.

## Korpstruppen
- Korps-Nachrichten-Abteilung 480
- Feldersatz-Bataillon LXXI (mit 3 Kompanien), aufgestellt im Sommer 1943

## Kommandierende Generale
- Generalleutnant/General der Artillerie Willi Moser: November 1942 bis Dezember 1944
- Generalleutnant/General der Artillerie Anton Reichard von Mauchenheim genannt Bechtolsheim: Dezember 1944 bis Kriegsende